# Kup Srbije 2008-2009
La Kup Srbije u fudbalu 2008-2009 (in cirillico Куп Србије у фудбалу 2008-2009, Coppa di Serbia di calcio 2008-2009), conosciuta anche come Lav kup Srbije 2008-2009 per motivi di sponsorizzazione, fu la 3ª edizione della coppa della Serbia di calcio. Per la terza volta sotto l'egida della Lav pivo (una birra serba prodotta dalla Carlsberg), che mantenne il montepremi a 250.000 euro. Al vincitore andarono 81.000 euro e furono assegnati premi anche al miglior giocatore, marcatore e arbitro.
Il detentore era il Partizan. In questa edizione la coppa fu vinta ancora dal Partizan (al suo 2º titolo, 11ª coppa nazionale in totale) che sconfisse in finale il Sevojno (squadra di seconda divisione).

## Formula
La formula è quella dell'eliminazione diretta, in caso si parità al 90º minuto si va direttamente ai tiri di rigore senza disputare i tempi supplementari (eccetto in finale). Gli accoppiamenti sono decisi tramite sorteggio; in ogni turno (eccetto le semifinali, dove il sorteggio è libero) le "teste di serie" non possono essere incrociate fra loro.
La finale si disputa di regola allo Stadio Partizan di Belgrado; se i finalisti sono Partizan e Stella Rossa si effettua un sorteggio per decidere la sede; se i finalisti sono Partizan ed un'altra squadra si gioca allo Stadio Stella Rossa.

### Calendario
| Turno                | Numero di incontri | Squadre | Entrano a questo turno                                                                           | Date              |
| -------------------- | ------------------ | ------- | ------------------------------------------------------------------------------------------------ | ----------------- |
| Turno preliminare    | 3                  | 35 → 32 | ultima classificata della Prva Liga Srbija 2007-2008 5 squadre vincenti delle coppe regionali    | 3 settembre 2008  |
| Sedicesimi di finale | 16                 | 32 → 16 | 16 squadre della Superliga serba 2007-2008 prime 9 classificate della Prva Liga Srbija 2007-2008 | 24 settembre 2008 |
| Ottavi di finale     | 8                  | 16 → 8  | –                                                                                                | 12 novembre 2008  |
| Quarti di finale     | 4                  | 8 → 4   | –                                                                                                | 15 aprile 2009    |
| Semifinali           | 2                  | 4 → 2   | –                                                                                                | 6 maggio 2009     |
| Finale               | 1                  | 2 → 1   | –                                                                                                | 21 maggio 2009    |

### Squadre partecipanti
Partecipano 35 squadre: le 12 della SuperLiga 2007-2008, le 18 della Prva liga 2007-2008 e le 5 vincitrici delle coppe regionali 2007-2008.
Le vincitrici delle coppe regionali 2007-2008 sono: Big Bul Bačinci (Vojvodina), Srem Jakovo (Belgrado), Sloga Kraljevo (Ovest), Sinđelić Niš (Est) e Partizan K. Mitrovica (Kosovo e Metochia).
SuperLiga
- Bežanija
- Borac Čačak
- Čukarički Stankom
- Hajduk Kula
- Jagodina
- Javor Ivanjica
- Napredak Kruševac
- OFK Belgrado
- Partizan
- Rad Belgrado
- Stella Rossa
- Vojvodina

Prva liga
- Bežanija
- BSK Borča
- ČSK Čelarevo
- Hajduk Belgrado
- Metalac
- Mladost Apatin
- Mladost Lučani
- Novi Pazar
- Novi Sad
- Sevojno
- Smederevo
- Srem
- Voždovac

Srpska liga
- Big Bul Bačinci
- Mladenovac
- Radnički Niš
- Radnički Pirot
- Sinđelić Niš
- Sloga Kraljevo
- Srem Jakovo
- Vlasina
- Zemun

Zonska liga
- Partizan K. Mitrovica

## Turno preliminare
Viene disputato dall'ultima classificata della Prva Liga Srbija 2007-2008 e dalle 5 vincitrici delle coppe regionali.
| Squadra 1             | Risultato       | Squadra 2       |
| --------------------- | --------------- | --------------- |
| 03.09.2008            |                 |                 |
| Srem Jakovo           | 1 – 3           | Big Bul Bačinci |
| Sinđelić Niš          | 1 – 0           | Radnički Pirot  |
| Partizan K. Mitrovica | 0 – 0 (5-4 dtr) | Sloga Kraljevo  |

## Sedicesimi di finale
| Squadra 1             | Risultato       | Squadra 2       |
| --------------------- | --------------- | --------------- |
| 24.09.2008            |                 |                 |
| OFK Belgrado          | 2 – 0           | Novi Pazar      |
| Čukarički Stankom     | 1 – 1 (5-6 dtr) | ČSK Čelarevo    |
| Napredak Kruševac     | 2 – 2 (6-5 dtr) | Metalac         |
| Mladost Apatin        | 0 – 2           | Partizan        |
| Sevojno               | 0 – 0 (8-7 dtr) | Hajduk Kula     |
| Novi Sad              | 0 – 0 (5-6 dtr) | Javor Ivanjica  |
| Srem                  | 1 – 2           | Rad Belgrado    |
| Banat Zrenjanin       | 4 – 0           | Zemun           |
| Jagodina              | 2 – 0           | Vlasina         |
| Radnički Niš          | 0 – 3           | Stella Rossa    |
| Big Bul Bačinci       | 0 – 4           | Vojvodina       |
| Partizan K. Mitrovica | 1 – 3           | Borac Čačak     |
| Bežanija              | 1 – 0           | Voždovac        |
| Mladost Lučani        | 0 – 1           | Hajduk Belgrado |
| Mladenovac            | 1 – 1 (4-5 dtr) | Smederevo       |
| Sinđelić Niš          | 0 – 0 (5-3 dtr) | BSK Borča       |

## Ottavi di finale
| Squadra 1       | Risultato       | Squadra 2         |
| --------------- | --------------- | ----------------- |
| 12.11.2008      |                 |                   |
| Partizan        | 4 – 2           | Jagodina          |
| Rad Belgrado    | 0 – 0 (3-4 dtr) | Napredak Kruševac |
| Javor Ivanjica  | 0 – 2           | Banat Zrenjanin   |
| Borac Čačak     | 1 – 1 (3-4 dtr) | Sevojno           |
| ČSK Čelarevo    | 0 – 2           | Stella Rossa      |
| Hajduk Belgrado | 1 – 1 (7-6 dtr) | Vojvodina         |
| OFK Belgrado    | 2 – 0           | Sinđelić Niš      |
| Smederevo       | 1 – 0           | Bežanija          |

## Quarti di finale
| Squadra 1         | Risultato       | Squadra 2    |
| ----------------- | --------------- | ------------ |
| 15.04.2009        |                 |              |
| Banat Zrenjanin   | 1 – 0           | OFK Belgrado |
| Stella Rossa      | 4 – 1           | Smederevo    |
| Napredak Kruševac | 1 – 1 (4-5 dtr) | Sevojno      |
| Hajduk Belgrado   | 0 – 4           | Partizan     |

## Semifinali
| Squadra 1  | Risultato | Squadra 2       |
| ---------- | --------- | --------------- |
| 06.05.2009 |           |                 |
| Partizan   | 1 – 0     | Banat Zrenjanin |
| Sevojno    | 2 – 1     | Stella Rossa    |

## Finale
| Squadra 1  | Risultato | Squadra 2 |
| ---------- | --------- | --------- |
| 21.05.2009 |           |           |
| Partizan   | 3 – 0     | Sevojno   |

| Arbitro: | Milorad Mažić (Vrbas) |

| |            | |
| Đorđević 61’ Stevanović 84’ Petrović 89’                                                                                                  | Marcatori  | |
| Božović Stevanović Gavrančić Đorđević Obradović Fejsa Tomić Moreira (Vujović 67') Ljajić (Bogunović 46') Washington (Petrović 89') Diarra | Formazioni | Nikolić Kamberović Bulatović Janković Branković (69' Vukojičić) Raković (75' Stanković) Virić (63' Radosavljević) Jovičić Pavićević Goločevac Vujović |
| Slaviša Jokanović | Allenatori | Ljubiša Stamenković |

## Premi individuali
| Premio               | Vincitore      | Squadra      |
| -------------------- | -------------- | ------------ |
| Most Valuable Player | Almami Moreira | Partizan     |
| Capocannoniere       | Cléo           | Stella Rossa |
| Miglior arbitro      | Miodrag Gogić  | Novi Sad     |
|                      |                |              |